# مقاطعة لوغان (داكوتا الشمالية)
لوغان (بالإنجليزية: Logan)‏ هي إحدى مقاطعات ولاية داكوتا الشمالية في الولايات المتحدة الأمريكية.